# Chinchillula
Genre
Chinchillula est un genre de rongeurs de la famille des cricétidés.

## Liste d'espèces
Selon ITIS:
- Chinchillula sahamae Thomas, 1898